# Choctaw County (Alabama)
Choctaw County ist ein County im Bundesstaat Alabama der Vereinigten Staaten. Der Verwaltungssitz (County Seat) ist Butler.

## Geographie
Das County liegt im Südwesten von Alabama, grenzt im Westen an Mississippi und hat eine Fläche von 2385 Quadratkilometern, wovon 19 Quadratkilometer Wasserfläche sind. Es grenzt in Alabama im Uhrzeigersinn an folgende Countys: Sumter County, Marengo County, Clarke County und Washington County.

## Geschichte
Choctaw County wurde am 29. Dezember 1847 auf Beschluss der State Legislature aus Teilen des Sumter County und des Washington County gebildet. Benannt wurde es nach den ehemals hier lebenden Choctaw-Indianern. Einige von ihnen lebten nahe dem heutigen Pushmataha, das nach einem ihrer Häuptlinge benannt ist. Die Choctaw wurden in den 1830er Jahren auf dem Pfad der Tränen nach Oklahoma deportiert. In den 1890er Jahren erhielt das County landesweite Aufmerksamkeit, als dort der Priester und frühere Soldat der Konföderierten Robert Sims eine Anhängerschaft von hundert Leuten sammelte und verkündete, dass sie keiner irdischen Macht mehr gehorchten. Demzufolge zahlten sie keine Steuern mehr und hatten die Freiheit, Whiskey selbst zu destillieren und zu verkaufen. 1891 suchten ihn U.S. Marshals wegen Schwarzbrennerei und setzten ein Kopfgeld auf ihn aus. In der Folge kam es zu einigen tödlichen Scharmützeln bis Sims und ein paar seiner Anhänger von einem Mob gefangen und sofort gehängt wurden. Im Januar 1944 wurde mit der Ölbohrung nahe Gilbertown begonnen. Zeitgleich entstanden im County einige Textilfabriken und eine Papiermühle.

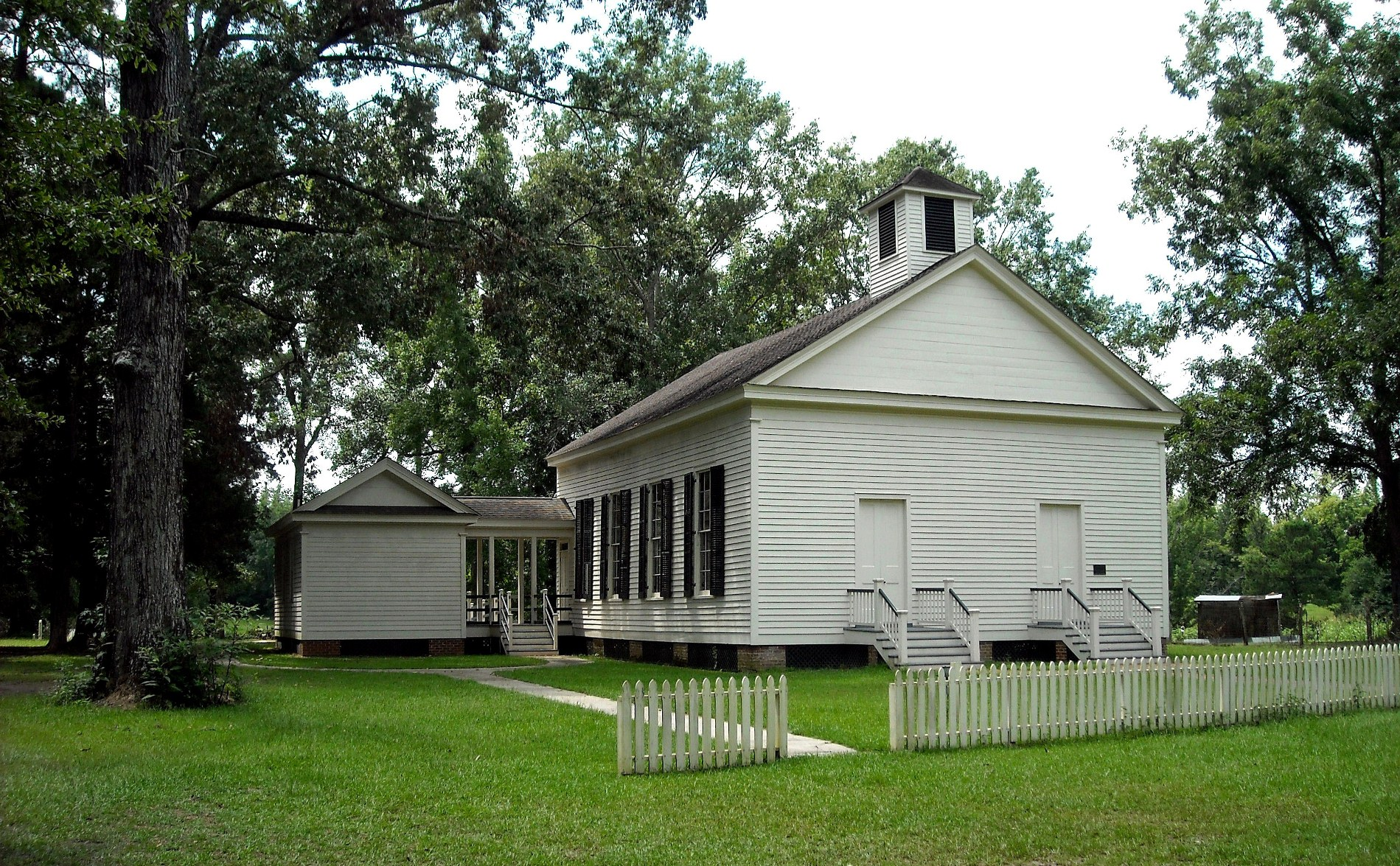
Die Mount Sterling Methodist Church (2009) ist seit Mai 1986 im NRHP eingetragen.

Ein Bauwerk im County ist im National Register of Historic Places (NRHP) eingetragen (Stand 31. März 2020), die Mount Sterling Methodist Church.

## Demographische Daten

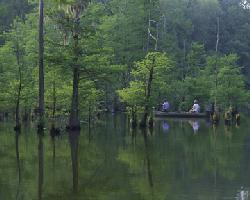
Das Choctaw National Wildlife Refuge

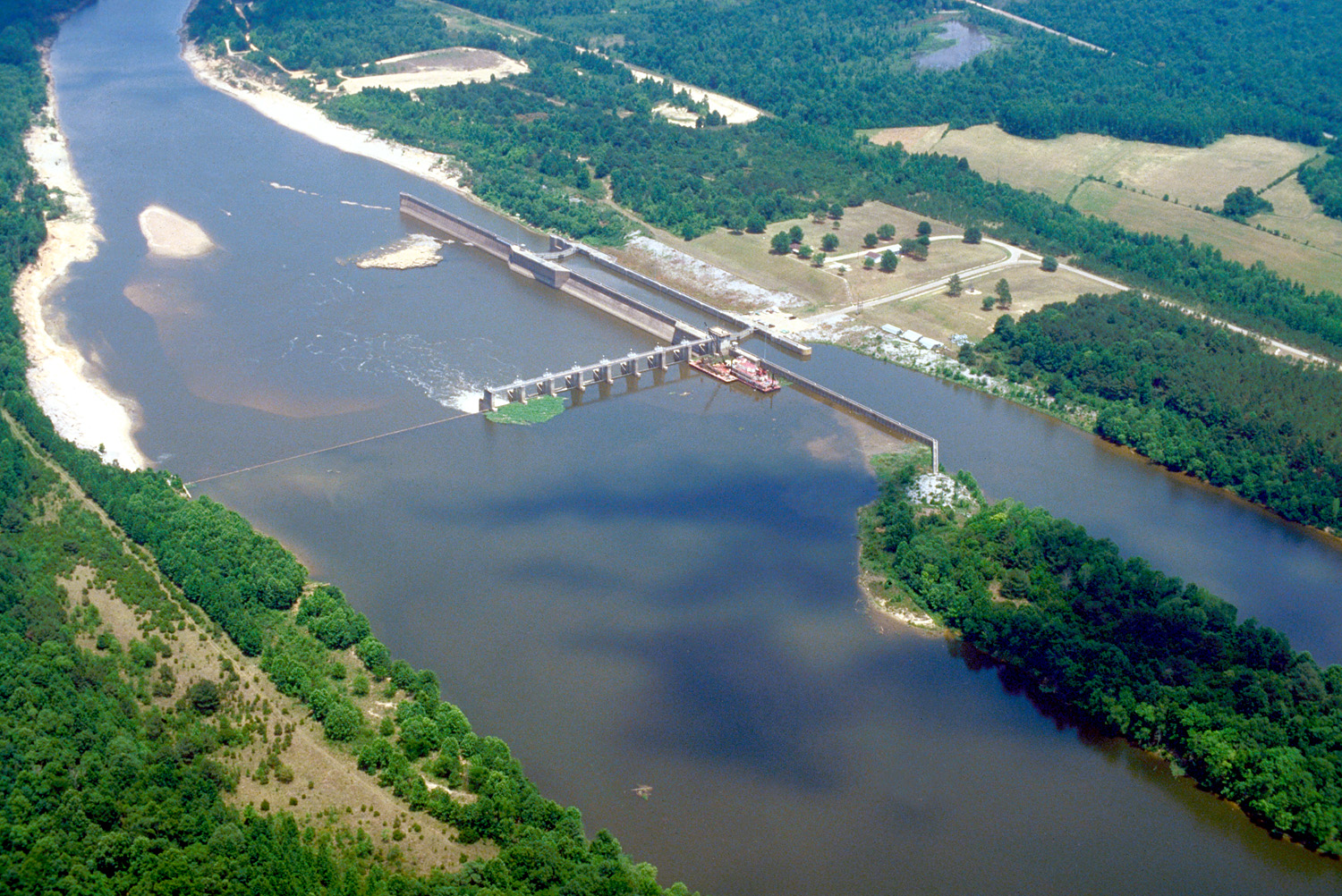
Der Coffeeville Dam mit Schiffshebewerk am Tombigbee River.

Nach der Volkszählung im Jahr 2000 lebten im Choctaw County 15.922 Menschen. Davon wohnten 133 Personen in Sammelunterkünften, die anderen Einwohner lebten in 6.363 Haushalten und 4.574 Familien. Die Bevölkerungsdichte betrug 7 Einwohner pro Quadratkilometer. Ethnisch betrachtet setzte sich die Bevölkerung zusammen aus 55,14 Prozent Weißen, 44,13 Prozent Afroamerikanern, 0,16 Prozent amerikanischen Ureinwohnern, 0,04 Prozent Asiaten und 0,11 Prozent aus anderen ethnischen Gruppen; 0,42 Prozent stammten von zwei oder mehr Ethnien ab. 0,67 Prozent der Bevölkerung waren spanischer oder lateinamerikanischer Abstammung.
Von den 6.363 Haushalten hatten 32,5 Prozent Kinder und Jugendliche unter 18 Jahren, die bei ihnen lebten. In 52,0 Prozent lebten verheiratete, zusammen lebende Paare, 16,0 Prozent waren allein erziehende Mütter, 28,1 Prozent waren keine Familien, 26,5 Prozent aller Haushalte waren Singlehaushalte und in 11,6 Prozent lebten Menschen im Alter von 65 Jahren oder darüber. Die Durchschnittshaushaltsgröße betrug 2,48 und die durchschnittliche Familiengröße betrug 2,99 Personen.
26,1 Prozent der Bevölkerung waren unter 18 Jahre alt, 7,9 Prozent zwischen 18 und 24, 26,2 Prozent zwischen 25 und 44, 25,2 Prozent zwischen 45 und 64 und 14,6 Prozent waren 65 Jahre oder älter. Das Durchschnittsalter betrug 38 Jahre. Auf 100 weibliche Personen kamen 88,8 männliche Personen und auf 100 Frauen im Alter von 18 Jahren und darüber kamen 85,4 Männer.
Das jährliche Durchschnittseinkommen eines Haushalts betrug 24.749 USD, das Durchschnittseinkommen einer Familie 31.870 USD. Männer hatten ein Durchschnittseinkommen von 32.316 USD, Frauen 18.760 USD. Das Prokopfeinkommen betrug 14.635 USD. 20,7 Prozent der Familien und 24,5 Prozent der Einwohner lebten unterhalb der Armutsgrenze.

## Orte im County
- Aquilla
- Ararat
- Barrytown
- Bladon Springs
- Bogueloosa
- Bolinger
- Butler
- Chapel Hill
- Choctaw City
- Contwell
- Cromwell
- Cullomburg
- Cyril
- Deas
- Edna
- Eiler
- Emory
- Evansboro
- Gilbertown
- Halsell
- Hinton
- Hodgewood
- Indian Springs
- Isney
- Jachin
- Jackson Spur
- Land
- Lavaca
- Lisman
- Little Walker
- Lou
- Melvin
- Mollie
- Mount Sterling
- Naheola
- Needham
- Oakchia
- Okatuppa
- Old Samuel
- Paragon
- Pelham
- Pennington
- Pleasant Hill
- Pushmataha
- Red Springs
- Riderwood
- Robjohn
- Rock Springs
- Silas
- Slater
- Souwilpa
- Spring Hill
- Thornton Springs
- Tompkinsville
- Toxey
- Water Valley
- West Butler
- Wimbly
- Womack Hill
- Yantley